# ALL ABOUTシリーズ
ALL ABOUTシリーズ（オール アバウトシリーズ）は、電波新聞社より発売されたゲーム攻略本・資料集のシリーズ。
大別して、マイコンBASICマガジン編集部の編集による4冊と、スタジオベントスタッフ編集によるシリーズ、2020年以降に刊行されたシリーズ令和に分けられる。

## 概要
1985年、当時マイコンBASICマガジンにてライターとして活動していた手塚一郎、響あきら（池田雅行）、EXCHANGERらが中心になり「ALL ABOUT NAMCO――ナムコゲームのすべて」を発刊。その後1987年に「ALL ABOUT NAMCO II」、1991年に「ALL ABOUT SORCERIAN」、1992年に「ALL ABOUT ダンジョンマスター」を発行する。
1993年7月、新たにスタジオベントスタッフ編著による「ALL ABOUTシリーズ」が立ち上がり、第1弾「ALL ABOUT 対戦格闘ゲーム」を発行。以降もシリーズが続いた。
2020年8月、「ALL ABOUTシリーズ令和」として過去の書籍を復刻。2023年12月、新作を刊行しシリーズが復活することとなった。

## シリーズ一覧

### マイコンBASICマガジン編集部・編
1. ALL ABOUT NAMCO――ナムコゲームのすべて
  - 1985年10月5日発行、B5判。マイコンBASICマガジン別冊、スーパーソフトマガジンデラックスVol.1。
  - 以下のアーケードゲーム27作品を紹介。

ボムビー／キューティQ／パックマン／スーパーパックマン／パック&パル／ギャラクシアン／ボスコニアン／ギャラガ／ギャプラス／ラリーX／ニューラリーX／タンクバタリアン／キング&バルーン／ワープ&ワープ／ディグダグ／マッピー／グロブダー／ディグダグII／ポールポジション／ポールポジションII／ゼビウス／フォゾン／リブルラブル／ドルアーガの塔／パックランド／ドラゴンバスター／メトロクロス
  - ほかに他機種（パソコン含む）への移植情報やグッズ情報、ドット絵集、楽譜集が収録されている。
  - 裏表紙の広告は、ナムコットのファミリーコンピュータ用カセット（『バトルシティー』まで）。
2. ALL ABOUT NAMCO II――ナムコゲームのすべてII
  - 1987年5月1日発行、B5判。マイコンBASICマガジン別冊、スーパーソフトマガジンデラックスVol.5。
  - 前半はアーケードゲーム9作品を紹介。

バラデューク／モトス／スカイキッドDX／ホッピングマッピー／トイポップ／イシターの復活／サンダーセプターII／源平討魔伝／ローリングサンダー
  - 後半はファミコンゲーム11作品を紹介。ナムコの河野名人が監修している。

パックランド／スターラスター／ディグダグII／バベルの塔／スカイキッド／ワルキューレの冒険 時の鍵伝説／スーパーゼビウス ガンプの謎／マッピーランド／プロ野球ファミリースタジアム／メトロクロス／ドラゴンバスター
  - 裏表紙の広告は『さんまの名探偵』。
3. ALL ABOUT SORCERIAN――ソーサリアンのすべて
  - 1991年5月発行、B5判。マイコンBASICマガジン別冊。
  - 日本ファルコムのソーサリアンシリーズを題材にし、オリジナル版と拡張シナリオ（戦国ソーサリアン、ピラミッドソーサリアン）が取りあげられている。前2作では参加していなかった、現スタジオベントスタッフ代表の山下章が参加。
  - 裏表紙の広告は『ダイナソア』。
4. ALL ABOUT Dungeon Master―コンピュータRPGの名作 ダンジョン・マスターのすべて―
  - 1992年5月発行、B5判。マイコンBASICマガジン別冊。
  - 3DダンジョンRPG『ダンジョンマスター』および続編の『続ダンジョンマスター カオスの逆襲』を題材にしたしたもの。
  - 企画編集：猪野清秀・月刊「マイコンBASICマガジン編集部」
  - 執筆：解せない君・猪野清秀
  - 表紙裏の広告はPC-9801版/X68000版『ダンジョン・マスター』およびPC-9801版/X68000版/FM-TOWNS版『続ダンジョン・マスター カオスの逆襲』
  - 裏表紙の広告はSFC版『ダンジョン・マスター』
  - 裏表紙裏の広告はPC-E版『ダンジョン・マスター セロンズ・クエスト』

#### 再版
マイコンBASICマガジン編集部・編の3冊は、何度か再版されている。
1. 1985年11月30日発行の「ALL ABOUT NAMCO」。B5判、カバー付き。電波新聞社の「ホビーライフシリーズ」No.46として発行された。
2. 1987年1月20日発行の「ALL ABOUT NAMCO」。判型がA5判に縮小されている。カバー付き。裏表紙は白地に小さく「SUPER SOFT BOOKS」というロゴが入っているのみで、広告はない。
3. 1988年3月1日発行の「ALL ABOUT NAMCO II」。前述のA5判「ALL ABOUT NAMCO」と同仕様。
4. 1994年5月20日発行の「ALL ABOUT NAMCO」、同月25日発行の「ALL ABOUT NAMCO II」。A5判。カバーがなくなり、表紙右上に「ALL ABOUTシリーズ」の文字とスペシャルフラッグのドット絵が描かれた。冒頭には、過去の作品を残し紹介する、という再版の主旨を記したメッセージが挿入されている。裏表紙の広告はナムコ・ワンダーエッグ。
5. 1996年4月30日発行の「ナムコミュージアム／ナムコクラシックコレクション対応 NAMCO名作ゲーム集」。A5判。厳密には再版ではなく、「ALL ABOUT NAMCO」と「ALL ABOUT NAMCO II」の紹介・攻略部分のみを合本したもの。他機種への移植情報や、楽譜・ドット絵などのページは収録されていない。また『ポールポジション/II』の記事中、コース横の広告看板がすべて白く隠されている[注釈 1]。裏表紙の広告は『ナムコミュージアム Vol.2』。
6. 2000年10月発行の「ALL ABOUT SORCERIAN復刻版」。B5判。同年Windows向けにリメイクされた『ソーサリアンオリジナル』にあわせて復刻されたもので、表紙イラストが同作品のパッケージイラストに差し替わり、ロゴ部分にも「Original」の文字が書かれている。関連グッズ紹介ページなど、内容も一部カット。
7. 2020年8月31日発行の「ALL ABOUT NAMCO」。B5判。電子工作マガジン別冊。「ALL ABOUTシリーズ令和」と銘打たれており、B5判での出版は34年ぶりとなる。内容は注釈をつけた上でほぼ当時のまま復刻されているが、『ポールポジション/II』の記事全体と、一部ページが削除されている。また巻末には『ドルアーガの塔』の楽譜の修正版を追加収録。
8. 2021年4月20日発行の「ALL ABOUT NAMCO II」。B5判。電子工作マガジン別冊、「ALL ABOUTシリーズ令和」第2弾。こちらもB5判での出版は34年ぶり。内容はオリジナル初版がほぼ当時のまま復刻されているが、『プロ野球ファミリースタジアム』の記事全体が削除されている。また「巻頭・巻末アフターフォロー」として、小沢純子・市川幹人・粟田英樹による座談会と、『マッピー』メインBGMおよび『イシターの復活』ローパーBGMの楽譜の修正版を収録。

### ALL ABOUTシリーズ（スタジオベントスタッフ編著）
マイコンBASICマガジン編集長の許諾を得て、「ALL ABOUT」の書名を引き継いだシリーズ。当時の主流であった対戦型格闘ゲームが中心で、Vol.1を除きカプコン・SNK・コンパイル・ADKの4社で占められている。
1. ALL ABOUT 対戦格闘ゲーム
  - 以下の9作品を紹介。コナミ作品のALL ABOUTシリーズ収録は本書のみ。

ストリートファイターIIダッシュターボ／ワールドヒーローズ2／餓狼伝説2／ファイターズヒストリー／マーシャルチャンピオン／ナックルヘッズ／餓狼伝説／ワールドヒーローズ／龍虎の拳
  - 第1刷では表紙上部の赤いオビがない。
2. ALL ABOUT ぷよぷよ
  - 巻末に山下章による小説「バトル・オブ・ぷよぷよ」が掲載。
3. ALL ABOUT 餓狼伝説スペシャル
4. ALL ABOUT 龍虎の拳2
5. ALL ABOUT ワールドヒーローズ2JET
6. ALL ABOUT ヴァンパイア
7. ALL ABOUT ザ・キング・オブ・ファイターズ'94
8. ALL ABOUT 真サムライスピリッツ 上巻〜システム解析編
9. ALL ABOUT 真サムライスピリッツ 下巻〜徹底攻略編
  - シリーズ初の上下巻構成。
10. ALL ABOUT 餓狼伝説3
11. ALL ABOUT ストリートファイターZERO
12. ALL ABOUT ザ・キング・オブ・ファイターズ'95
13. ALL ABOUT ぷよぷよ通
14. ALL ABOUT ストリートファイターZERO2
15. ALL ABOUT スーパーパズルファイターII X
  - 本書より書籍扱いとなり、表紙の「マイコンBASICマガジン別冊」表記が消える。
16. ALL ABOUT ストリートファイターZERO2 ALPHA
17. ALL ABOUT ウォーザード
  - ムック扱いとなり、表紙に「デンパムック」と書かれている。
  - カプコン開発スタッフ協力のもと、ゲームの稼働開始とほぼ同時に発売された。またシリーズで唯一、袋とじページが存在する。
  - ゲーム製品版では「ブレイド」となっている敵キャラクターが、開発中の名称「ジハード」のまま掲載されている。
18. ALL ABOUT ストリートファイターEX
  - ムック扱いとなり、表紙に「デンパムック」と書かれている。
19. ALL ABOUT ストリートファイターIII〜THE FIGHTING BIBLE
  - 本作よりカバー、オビが付いた構成となる。カバー裏にはインストラクションカードを収録。
20. ALL ABOUT ヴァンパイア セイヴァー
21. ALL ABOUT ストリートファイターZERO3
  - シリーズで初めて、スタジオベントスタッフが発行元となっている（発売元は電波新聞社）。

#### ALL ABOUTシリーズ Deluxe
A4変形判という大型サイズのシリーズ。
1. ALL ABOUT ヴァンパイア ハンター
2. ALL ABOUT ストリートファイターIII〜THE CHARACTERS
  - ゲーム稼働前に発売された、キャラクターイラストと技表で構成されたガイドブック。開発中のバージョンにより制作されたため、実際のゲーム製品版と異なる部分もある。

#### A.A.GAME HISTORYシリーズ
各社の対戦型格闘ゲーム全作品を取りあげ、各キャラクターのエンディングを中心に収録された資料集。
1. ALL ABOUT カプコン対戦格闘ゲーム 1987-2000
2. ALL ABOUT SNK対戦格闘ゲーム 1991-2000
  - 本書の制作中、SNKに「大きな転機[4]」が訪れ（翌年会社更生法の適用を申請するも倒産）、結果として同社開発の対戦格闘ゲーム全作品を網羅する内容となった。

#### 映像作品
1. ALL ABOUT ストリートファイターEX 完全解析VIDEO
  - サイトロン・アンド・アート制作、ポニーキャニオン発売。スタジオベントスタッフは監修としてクレジットされている。
  - 書籍「ALL ABOUT ストリートファイターEX」の映像化がコンセプトで、システム解説や連続技紹介を映像で行っている。
  - ナレーションは声優の大塚明夫[注釈 2]。

### ALL ABOUTシリーズ令和
2020年、「ALL ABOUTシリーズ令和」として「ALL ABOUT NAMCO」が復刻。2023年、同シリーズ初となる新作が刊行される。
シリーズ令和の新作は、インタビューや各種資料から歴史を検証することを主眼としており、攻略本ではない。
1. ALL ABOUT NAMCO――ナムコゲームのすべて
  - 同書の復刻版。
2. ALL ABOUT NAMCO II――ナムコゲームのすべてII
  - 同書の復刻版。
3. ALL ABOUT DATA EAST データイーストのすべて The Road to JAMMA: Up to 1986
  - 2023年12月7日発行。ゲーム文化保存研究所編・著。